# ГЕС Лафорж-2
ГЕС Лафорж-2 (фр. Centrale Laforge-2) - діюча  гідроелектростанція на річці Лафорж - Квебек, Канада. Споруджена в рамках проекту Затока Джеймс. Власник - Hydro-Québec. 
Потужність - 319 МВт, була введена в експлуатацію у 1996. 2 поворотно-лопатеві гідроагрегати. Напір - 27.4 м. Цілком типова руслова станція з відносно невеликим водосховищем Лафорж-2 площею 260 км².

## Дивись також
- Поворот канадських річок

## Ресурси Інтернету
- Centrale Brisay [Архівовано 5 червня 2015 у Wayback Machine.] - Base de données TOPOS de la Commission de la toponymie du Québec.
- Centrale Brisay [Архівовано 24 вересня 2015 у Wayback Machine.] - Site d'Hydro-Québec